# Leatherface
Leatherface có biệt danh là Tử thần vùng Texas, Lưỡi cưa Texas là một nhân vật phản diện chính trong loạt phim kinh dị nổi tiếng Texas Chainsaw Massacre.Hắn cũng chỉ là nhân vật hư cấu như các nhân vật sát nhân khác, hình tượng Leatherface này được dựa theo Ed Gein, một kẻ sát nhân hàng loạt có thật trong lịch sử nước Mỹ. Leatherface có sở thích giết người rồi lột da mặt họ để sưu tầm mặt nạ giống như Ed Gein.

## Tiểu sử

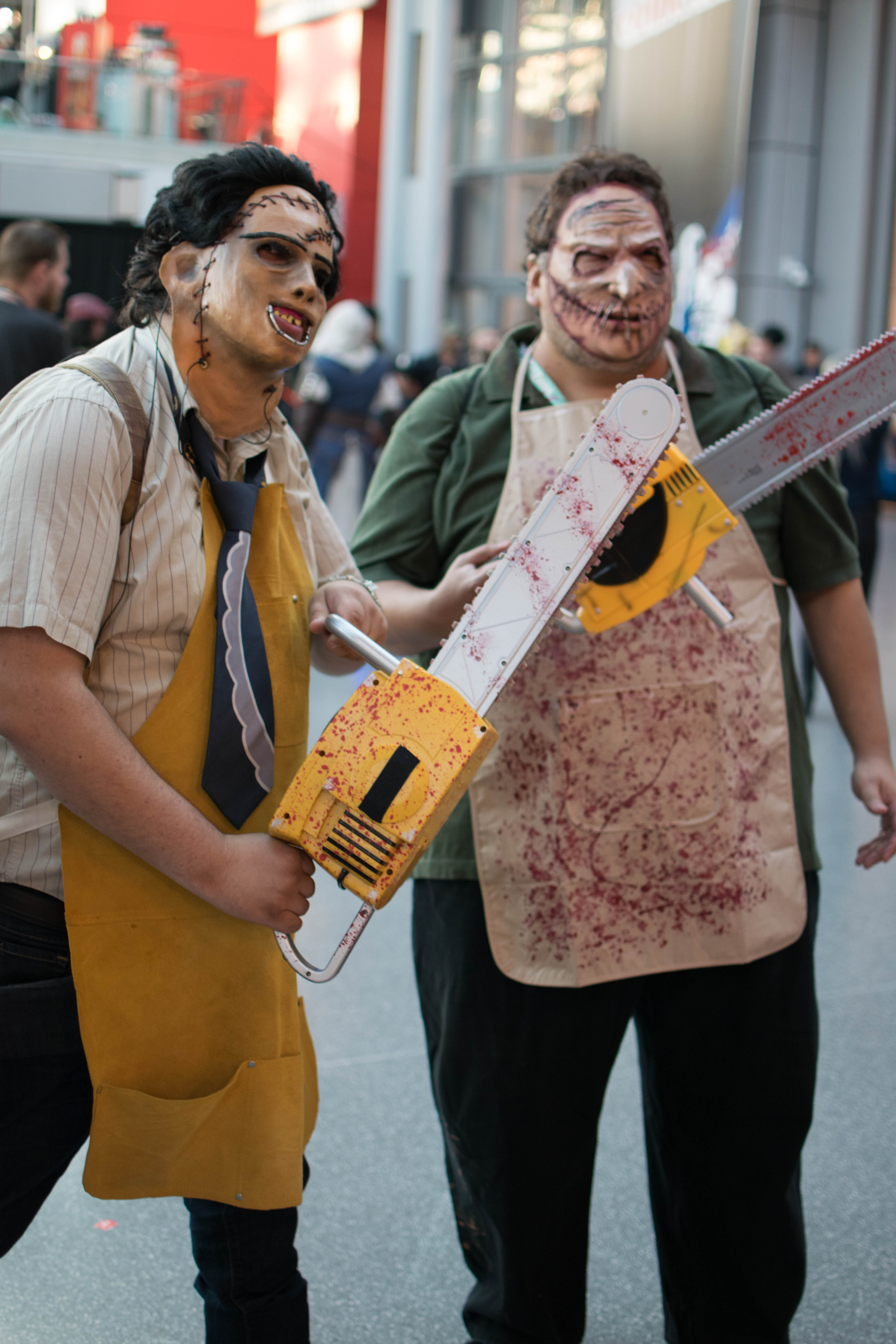
Hóa trang Leatherfaces

Vào ngày 7 tháng 8 năm 1939 tại hạt Travis, Texas, nước Mỹ, một người nhân viên nữ đang có thai trong nhà máy sản xuất thịt Blair đã sinh con rồi chết tại chỗ đó. Tất cả nhân viên và giám đốc thấy cảnh tượng đó diễn ra thật bất ngờ, thay vì phải báo cho cảnh sát thì họ tự ý chôn xác người phụ nữ còn vứt bỏ đứa bé vào thùng rác vì hình dạng nó quá xấu xí. Chiều hôm đó có người đàn bà tên là Luda May Hewitt đang lục thùng rác thì thấy đứa bé, bà đem nó về nhà của gia đình bà nuôi nấng. Gia đình Hewitt đã đặt tên đứa bé là Thomas Hewitt, nuôi nấng, dạy dỗ nó đến khi khôn lớn y như con ruột của họ.
Những người trong gia đình Hewitt này cũng đã từng làm việc trong nhà máy sản xuất thịt Blair nhưng lại bị sa thải, quá đói nên sau này họ chuyển sang việc bắt cóc, ăn thịt người. Thực ra gia đình Hewitt này chỉ xem Leatherface như là con thú nuôi hơn là một thành viên trong gia đình. Họ chỉ nhờ Leatherface giết những người nạn nhân nếu như họ không đối phó nổi, nhất là ông Charlie Hewitt mỗi khi gặp trường hợp nào khó khăn ông đều gọi lớn "Tommy, cứu bố". Khi Leatherface lên 6 tuổi, cậu bé đã tự cắt mũi mình ăn vì quá đói, chuyện đó làm gia đình Hewitt phải kinh ngạc đồng thời chứng tỏ là Leatherface cũng bị tâm thần phân liệt từ nhỏ giống nhân vật Michael Myers trong loạt phim kinh dị Halloween.
Đến 30 năm sau, Leatherface được nhận vào làm việc cho nhà máy sản xuất thịt Blair, nơi mà ngày xưa mẹ hắn đã làm việc, người giám đốc của hắn chính là người giám đốc của mẹ hắn năm xưa. Công việc của hắn hằng ngày là chặt thịt, Leatherface làm việc được khoảng 3 tuần thì ông giám đốc thông báo rằng từ nay sẽ đóng cửa không sản xuất thịt nữa, ông ta bảo Leatherface về nhà nhiều lần nhưng hắn cứ đứng lì. Ông giám đốc bực bội chửi hắn là "Đồ thú vật ngu ngốc" mà ông ta không hề biết rằng chính câu nói ấy sẽ là dụng cụ gián tiếp giết chết ông ta. Leatherface điên tiết lên sau khi bị ông giám đốc chửi, hắn vồ lấy cái búa to đập chết ông ta. Sau khi giết chết ông giám đốc, Leatherface lấy chiếc máy cưa cũ kỹ trên bàn làm việc của ông ta rồi đi về nhà.
Một lát sau cảnh sát trưởng Winston Hoyt đến nhà máy vì muốn gặp ông giám đốc bàn một số việc, nhưng khi vào thì ông thấy ông giám đốc đã chết. Cảnh sát trưởng liền lấy xe chạy ngay đến nhà gia đình Hewitt, cho ông Charlie Hewitt biết tin con trai ông ta giết người và bảo ông Charlie đi theo mình. Xe đang chạy thì cảnh sát trưởng Hoyt thấy Leatherface đang đi bộ trên đường, trên tay vẫn cầm chiếc máy cưa. Ông bước xuống xe, chĩa súng vào Leatherface bảo hắn đã bị bắt vì tội giết người, ông Charlie lấy khẩu súng săn trên xe sau đó bắn chết cảnh sát trưởng Hoyt.
Ông Charlie lột đồ của cảnh sát trưởng Hoyt mặc vào, ông và Leatherface về nhà, tối hôm đó gia đình Hewitt đã ăn thịt cảnh sát trưởng Hoyt. Ông Charlie tuyên bố với gia đình bắt đầu từ bây giờ ông sẽ là cảnh sát trưởng Hoyt. Leatherface và gia đình Hewitt đã giết chết tổng cộng là 33 người khi họ đi qua bang Texas này. Chủ yếu những người trong gia đình Hewitt giết người là để ăn thịt họ sống qua ngày còn Leatherface giết người để lột da mặt họ sưu tập mặt nạ.
Cái tên Leatherface chính là do khán giả đặt cho Leatherface, bởi vì hắn có sở thích giết người để sưu tập mặt nạ từ da mặt họ, "leather" có nghĩa là da, "face" có nghĩa là mặt. Vũ khí chính của Leatherface là chiếc máy cưa, nhưng nhiều lúc hắn còn dùng cái búa để giết nạn nhân khi không có máy cưa bên cạnh, như trong bộ phim The Texas Chainsaw Massacre bản gốc năm 1974. Mỗi khi nhắc đến bang Texas, nước Mỹ hầu hết khán giả khắp nơi trên thế giới đều nhớ đến tiếng vang của chiếc máy cưa cũ kỹ, chiếc tạp dề đẫm máu của Leatherface cũng như nhớ đến những vụ lột da mặt nạn nhân của hắn.
Leatherface là một gã khổng lồ, to lớn, cao 1,9 m có sức khỏe ghê gớm như Jason Voorhees và Michael Myers. Tuy sở hữu thân hình nặng nề nhưng Leatherface cũng rất nhanh nhẹn với chiếc máy trên tay.  Cũng như Jason Voorhees trong loạt phim 'Thứ sáu ngày 13', mục tiêu truy đuổi ưa thích của Leatherface thường là những cặp đôi nam, nữ hoặc những thanh thiếu niên. Một khi nạn nhân không thể chạy thoát khỏi chiếc máy cưa trên tay của hắn thì họ phải chịu một kết cục đau đớn và bi thảm. Có lúc hắn cũng gào thét, tỏ ra đau đớn khi bị chính chiếc cưa máy của hắn cưa trúng.

## Trên phim
| STT | Tựa phim                                     | Năm thực hiện và phát hành DVD | Ghi chú                        |
| --- | -------------------------------------------- | ------------------------------ | ------------------------------ |
| 1   | The Texas Chainsaw Massacre                  | 1974                           |                                |
| 2   | The Texas Chainsaw Massacre 2                | 1986                           |                                |
| 3   | Leatherface: Texas Chainsaw Massacre III     | 1990                           |                                |
| 4   | Texas Chainsaw Massacre: The Next Generation | 1994                           |                                |
| 5   | The Texas Chainsaw Massacre                  | 2003                           |                                |
| 6   | The Texas Chainsaw Massacre: The Beginning   | 2006                           |                                |
| 7   | Texas Chainsaw 3D                            | 2013                           | Bộ phim này đã được phát hành. |
| 8   | Leatherface 2017                             | 2017                           | Ngoại Truyện.                  |

## Cái chết
| STT | Tựa phim                                     | Nguyên nhân chết                                                                 | Ghi chú                                                                     |
| --- | -------------------------------------------- | -------------------------------------------------------------------------------- | --------------------------------------------------------------------------- |
| 1   | The Texas Chainsaw Massacre                  | Leatherface không chết trong bộ phim này                                         |                                                                             |
| 2   | The Texas Chainsaw Massacre 2                | Bị đâm vào bụng bằng máy cưa, nổ tan xác bởi lựu đạn                             |                                                                             |
| 3   | Leatherface: Texas Chainsaw Massacre III     | Bị một nạn nhân nữ dùng hòn đá đập vào đầu 11 lần, sau đó chết đuối dưới hồ nước |                                                                             |
| 4   | Texas Chainsaw Massacre: The Next Generation | Leatherface biến mất và không chết trong bộ phim này                             |                                                                             |
| 5   | The Texas Chainsaw Massacre                  | Leatherface không chết trong phần phim này                                       |                                                                             |
| 6   | The Texas Chainsaw Massacre: The Beginning   | Leatherface không chết trong bộ phim này                                         |                                                                             |
| 7   | Texas Chainsaw 3D                            | Leatherface không chết trong phần này                                            |                                                                             |
| 8   | Leatherface 2017                             | Leatherface không chết trong bộ phim này                                         | Bộ phim được xem là phần ngoại truyện của Tử Thần Vùng Texas và Leatherface |
| 9   | Texas Chainsaw Massacre 2022                 | Leatherface không chết trong phần phim này                                       |                                                                             |